# Кухня (помещение)
 Тази статия е за помещението.  За кулинарната традиция вижте Кухня.  
Кухнята е стая, или отделно помещение в сграда, предназначено за приготвяне на храна. Основната дейност в кухнята е готвенето и консумирането на храна, но може да се ползва и за развлечение. Остарели или диалектни думи са готварница,, мутвак, мутфак, хашево. Готварницата в нашите манастири се нарича магерница.

## История на кухнята
В древна Гърция и древен Рим само богатите са имали свои собствени кухни (обикновено огромни помещения), бедните са готвели в обществени кухни. До 18 век единственият начин на загряване на храната е с помощта на огнище – открит огън или жарава. Това определя и архитектурата на кухнята. Огнището обикновено е в ниша в стената и над него е окачен на верига казан или друг голям метален съд. По това време липсва течаща вода и трябва да бъде донасяна от близкия извор или кладенец.
През 19 век огнището се усъвършенства и бива затворено с тухли като се превръща в пещ с каменна плоча отгоре за готвене. Но все още този начин на готвене е свързан с много дим и опушване на стените.
През първата половина на 20 век в България много популярна, особено по селата е печката за твърдо гориво. Тя работи с дърва и въглища, а димът е отвеждан навън през комин с помощта на тръби. Печката служи едновременно за отопление и за готвене.
С усъвършенстване на технологиите обликът на кухнята се променя значително. Печките стават профилирани – готварски и отоплителни. Някои работят на газ, други на нафта, а трети на електричество. Съществуват дори комбинирани такива. Изобретяването на микровълновата фурна значително улеснява домакинята и ѝ спестява време.

## Оборудване на кухнята
Съвременните кухни са оборудвани с хладилник, готварска печка с фурна и котлони, аспиратор, микровълнова фурна, съдомиялна машина, умивалник с топла и студена вода, мелница за отпадъци (почти не се използва в България), както и различни прибори и електрически уреди. Последната тенденция в модата и техниката е те да са направени от неръждаема стомана.

## Видове кухни

### Домашна кухня
Домашната кухня е със сравнително малки размери и служи за приготвяне на храната на семейството. Обикновено не е отделена от мястото за хранене. Съществуват различни по големина и форма кухни.

### Индустриална (професионална) кухня
Тази кухня е с много по-големи размери и е предназначена за приготвяне на храна за значителен брой хора. Такива са кухните в ресторанти, хотели, столови, болници, казарми. Кухните от този вид трябва да отговарят на определени правителствени регламенти по отношение на хигиена и сигурност, за да се предотвратят инфекциозни заболявания и отравяния, и подлежат на периодична проверка от официални лица.
Индустриалните кухни са със специално оборудване. Хладилниците, камерите за дълбоко замразяване и печките са с много по-големи размери и със специфично предназначение и функции. Стените и пода на помещението са покрити с плочки за бързо и лесно почистване. Печките са обикновено на газ, защото готвенето става по-бързо и температурата се регулира по-лесно.